# Scodes
Scodes là một chi bướm đêm thuộc họ Gelechiidae.